# Станојло Милинковић
Станојло Милинковић (Грабовац, 1909 — Грабовац, 2000) био је српски аматерски филмски глумац.

## Биографија
Станојло Милинковић је живео у селу Грабовцу, код Свилајнца. Радио је као лимар.
Њега је редитељ Слободан Шијан пронашао на аудицији за ТВ филм Најлепша соба, о чему каже:
„Па да, њега сам пронашао 1978. током аудиција за натуршчике, за ТВ филм Најлепша соба. И поред кромањонске фаце, имао је изузетну интелигенцију и та комбинација је била веома смешна.“
Глумио је споредне улоге у четири филма.
Умро је 2000. године у 91. години.

## Филмографија
| Год.     | Назив                                  | Улога            |
| -------- | -------------------------------------- | ---------------- |
| 1970.-те |                                        |                  |
| 1978.    | Најлепша соба                          | Човек на дресини |
| 1980.-те |                                        |                  |
| 1980.    | Ко то тамо пева                        | Орач             |
| 1982.    | Маратонци трче почасни круг            | Бунарџија        |
| 1983.    | Како сам систематски уништен од идиота | Отац             |